# Alena Olsen
Alena Olsen (6 de dezembro de 1995) é uma jogadora de rugby sevens estadunidense.

## Carreira
Antes de começar sua carreira na Universidade de Michigan aos 18 anos, Olsen nunca havia jogado rúgbi antes. Um dia no campus, ela foi a um treino e ficou viciada. Em Michigan, ela ganhou honras All-American (2015, 2016) e foi indicada para o Collegiate Rugby Championship Dream Team (2016, 2017). Olsen fez sua estreia no USA Rugby em Glendale 7s (2019), onde os Estados Unidos venceram o torneio, derrotando a Austrália por 26 a 7 na final. Olsen também jogou na Copa do Mundo de Rugby de 2022 (7s) na Cidade do Cabo, África do Sul. Os EUA terminaram o torneio em quarto lugar, perdendo para a França na partida pela medalha de bronze.
Olsen foi nomeada para a equipe feminina de sevens dos Estados Unidos para as Olimpíadas de Verão de 2024 em Paris. Seu time derrotou a Austrália na disputa pela medalha de bronze e ganhou a primeira medalha olímpica dos EUA em sevens.
Em 2021, Olsen e alguns de seus companheiros de equipe lançaram um vídeo que incentivava os fãs a assinarem o Compromisso Global pelo Clima, uma iniciativa da Câmara de Comércio Verde dos Estados Unidos.